# Società Sportiva Calcio Napoli
La Società Sportiva Calcio Napoli, conegut simplement com a SSC Nàpols o el Nàpols, és un club de futbol d'Itàlia, de la ciutat de Nàpols, a la regió de Campània. Va ser fundat el 1926 i actualment juga a la Sèrie A, la primera divisió italiana.

## Història
El primer club fundat a la ciutat fou el Naples Foot-Ball & Cricket Club, creat el 1904 pel mariner anglès William Poths i el seu associat Hector M. Bayon. L'any 1906 el nom del club fou modificat esdevenint Naples Foot-Ball Club.
Els estrangers del club decidiren separar-se el 1912 i formar l'Internazionale Napoli. Ambdós clubs debutaren al campionat italià, al grup de la Campània, el 1912-13. Pocs anys després de la I Guerra Mundial decidiren fusionar-se i crear el Foot-Ball Club Internazionale-Naples, més conegut com a FBC Internaples.
El jove industrial napolità Giorgio Ascarelli fundà el club Associazione Calcio Napoli el 23 d'agost de 1926. El nou club fou admès a la màxima categoria (Divisione Nazionale) la temporada 1926-27, que finalitzà amb una pobra actuació amb l'assoliment d'un sol punt a la classificació. No obstant fou readmès a la categoria i millorà les seves actuacions en part gràcies al paraguaià Attila Sallustro, un dels primers herois de l'entitat.
El club fou un dels participants a la primera edició de la Sèrie A el 1929-30, destacant dues terceres posicions les temporades 1932-33 i 1933-34, amb jugadors notables com Antonio Vojak, Arnaldo Sentimenti i Carlo Buscaglia. Baixà per primer cop a la Sèrie B el 1942-43. Acabada la Guerra Mundial assolí el dret de jugar de nou a la màxima categoria, on es mantingué la majoria d'anys amb breus excepcions durant els períodes 1948-50, 1961-62 i 1963-65. El 25 de juny de 1964 canvià la seva denominació per la de Società Sportiva Calcio Napoli.
La temporada 1964-65 guanyà la Copa dels Alps de futbol i inicià una brillant etapa amb més de 30 temporades consecutives a la màxima categoria italiana. Destacaren dues segones posicions les temporades 1967-68 i 1974-75 i la victòria a la Copa italiana de futbol el 1975-75. Jugadors destacats d'aquest període foren Dino Zoff, José Altafini, Omar Sívori, Antonio Juliano, Giuseppe Bruscolotti, Salvatore Esposito i Giuseppe Savoldi.
L'època daurada de l'entitat arribà als anys 80 amb el fitxatge el 30 de juny de 1984 de Diego Maradona per 12 milions de dòlars, procedent del FC Barcelona. Altres jugadors com Ciro Ferrara, Salvatore Bagni o Fernando De Napoli completaren un equip que guanyà la lliga italiana les temporades 1986-87 i 1989-90. També guanyà una nova Copa d'Itàlia i la Copa de la UEFA el 1988-89.
L'any 2004 fou declarat en fallida per un deute de 70 milions d'euros. El productor Aurelio De Laurentiis fundà un nou club amb el nom de Napoli Soccer. Dos anys més tard aconseguí adoptar de nou el seu nom històric Società Sportiva Calcio Napoli.

## Dades del club
- Temporades a la Sèrie A: 70 (més 4 a la Divisione Nazionale)
- Temporades a la Sèrie B: 12.
- Millor posició a la lliga: 1r

## Palmarès

### Tornejos estatals
- Lliga d'Itàlia (4): 1986/87, 1989/90, 2022/23, 2024/25
- Copa d'Itàlia (6): 1961/62, 1975/76, 1986/87, 2011/12, 2013/14, 2019/20
- Supercopa d'Itàlia (2): 1990, 2014

### Tornejos internacionals
- Copa de la UEFA (1): 1988/89
- Copa dels Alps (1): 1965/66
- Copa de la Lliga Anglo-Italiana (1): 1976

## Jugadors

### Plantilla 2025-26
A 8 agost 2025
| N. | Pos. | Nac. | Jugador                      |
| -- | ---- | --- | ---------------------------- |
| 1  | POR  | [[Fitxer:Flag of Italy.svg\|23x15px\|border \|alt=Itàlia\|link=Selecció de futbol d'Itàlia\|{{#if:\|]]              | Alex Meret                   |
| 4  | DEF  | [[Fitxer:Flag of Italy.svg\|23x15px\|border \|alt=Itàlia\|link=Selecció de futbol d'Itàlia\|{{#if:\|]]              | Alessandro Buongiorno        |
| 5  | DEF  | [[Fitxer:Flag of Brazil.svg\|23x15px\|border \|alt=Brasil\|link=Selecció de futbol del Brasil\|{{#if:\|]]           | Juan Jesus                   |
| 6  | MIG  | [[Fitxer:Flag of Scotland.svg\|23x15px\|border \|alt=Escòcia\|link=Selecció de futbol d'Escòcia\|{{#if:\|]]         | Billy Gilmour                |
| 7  | DAV  | [[Fitxer:Flag of Brazil.svg\|23x15px\|border \|alt=Brasil\|link=Selecció de futbol del Brasil\|{{#if:\|]]           | David Neres                  |
| 8  | MIG  | [[Fitxer:Flag of Scotland.svg\|23x15px\|border \|alt=Escòcia\|link=Selecció de futbol d'Escòcia\|{{#if:\|]]         | Scott McTominay              |
| 9  | DAV  | [[Fitxer:Flag of Belgium (civil).svg\|23x15px\|border \|alt=Bèlgica\|link=Selecció de futbol de Bèlgica\|{{#if:\|]] | Romelu Lukaku                |
| 11 | MIG  | [[Fitxer:Flag of Belgium (civil).svg\|23x15px\|border \|alt=Bèlgica\|link=Selecció de futbol de Bèlgica\|{{#if:\|]] | Kevin De Bruyne              |
| 13 | DEF  | [[Fitxer:Flag of Kosovo.svg\|23x15px\|border \|alt=Kosovo\|link=Selecció de futbol de Kosovo\|{{#if:\|]]            | Amir Rrahmani                |
| 14 | POR  | [[Fitxer:Flag of Ukraine.svg\|23x15px\|border \|alt=Ucraïna\|link=Selecció de futbol d'Ucraïna\|{{#if:\|]]          | Nikita Contini               |
| 17 | DEF  | [[Fitxer:Flag of Uruguay.svg\|23x15px\|border \|alt=Uruguai\|link=Selecció de futbol de l'Uruguai\|{{#if:\|]]       | Mathías Olivera              |
| 21 | DAV  | [[Fitxer:Flag of Italy.svg\|23x15px\|border \|alt=Itàlia\|link=Selecció de futbol d'Itàlia\|{{#if:\|]]              | Matteo Politano              |
| 22 | DEF  | [[Fitxer:Flag of Italy.svg\|23x15px\|border \|alt=Itàlia\|link=Selecció de futbol d'Itàlia\|{{#if:\|]]              | Giovanni Di Lorenzo (capità) |

| N. | Pos. | Nac. | Jugador                                      |
| -- | ---- | --- | -------------------------------------------- |
| 25 | POR  | [[Fitxer:Flag of Italy.svg\|23x15px\|border \|alt=Itàlia\|link=Selecció de futbol d'Itàlia\|{{#if:\|]]                            | Mathias Ferrante                             |
| 27 | DAV  | [[Fitxer:Flag of Italy.svg\|23x15px\|border \|alt=Itàlia\|link=Selecció de futbol d'Itàlia\|{{#if:\|]]                            | Lorenzo Lucca (cedit pel Udinese Calcio)     |
| 29 | MIG  | [[Fitxer:Flag of Italy.svg\|23x15px\|border \|alt=Itàlia\|link=Selecció de futbol d'Itàlia\|{{#if:\|]]                            | Luis Hasa                                    |
| 30 | DEF  | [[Fitxer:Flag of Italy.svg\|23x15px\|border \|alt=Itàlia\|link=Selecció de futbol d'Itàlia\|{{#if:\|]]                            | Pasquale Mazzocchi                           |
| 31 | DEF  | [[Fitxer:Flag of the Netherlands.svg\|23x15px\|border \|alt=Països Baixos\|link=Selecció de futbol dels Països Baixos\|{{#if:\|]] | Sam Beukema                                  |
| 32 | POR  | [[Fitxer:Flag of Serbia.svg\|23x15px\|border \|alt=Sèrbia\|link=Selecció de futbol de Sèrbia\|{{#if:\|]]                          | Vanja Milinković-Savić (cedit pel Torino FC) |
| 35 | DEF  | [[Fitxer:Flag of Italy.svg\|23x15px\|border \|alt=Itàlia\|link=Selecció de futbol d'Itàlia\|{{#if:\|]]                            | Luca Marianucci                              |
| 37 | DEF  | [[Fitxer:Flag of Italy.svg\|23x15px\|border \|alt=Itàlia\|link=Selecció de futbol d'Itàlia\|{{#if:\|]]                            | Leonardo Spinazzola                          |
| 68 | MIG  | [[Fitxer:Flag of Slovakia.svg\|23x15px\|border \|alt=Eslovàquia\|link=Selecció de futbol d'Eslovàquia\|{{#if:\|]]                 | Stanislav Lobotka                            |
| 70 | DAV  | [[Fitxer:Flag of the Netherlands.svg\|23x15px\|border \|alt=Països Baixos\|link=Selecció de futbol dels Països Baixos\|{{#if:\|]] | Noa Lang                                     |
| 81 | DAV  | [[Fitxer:Flag of Italy.svg\|23x15px\|border \|alt=Itàlia\|link=Selecció de futbol d'Itàlia\|{{#if:\|]]                            | Giacomo Raspadori                            |
| 99 | MIG  | [[Fitxer:Flag of Cameroon.svg\|23x15px\|border \|alt=Camerun\|link=Selecció de futbol del Camerun\|{{#if:\|]]                     | Frank Anguissa                               |

### Altres jugadors amb contracte
A 8 agost 2025
| N. | Pos. | Nac.                                                                                                   | Jugador              |
| -- | ---- | --- | -------------------- |
| —  | DEF  | [[Fitxer:Flag of Italy.svg\|23x15px\|border \|alt=Itàlia\|link=Selecció de futbol d'Itàlia\|{{#if:\|]] | Nosa Edward Obaretin |
| —  | DEF  | [[Fitxer:Flag of Italy.svg\|23x15px\|border \|alt=Itàlia\|link=Selecció de futbol d'Itàlia\|{{#if:\|]] | Alessandro Zanoli    |
| —  | MIG  | [[Fitxer:Flag of Mali.svg\|23x15px\|border \|alt=Mali\|link=Selecció de futbol de Mali\|{{#if:\|]]     | Coli Saco            |
| —  | MIG  | [[Fitxer:Flag of Italy.svg\|23x15px\|border \|alt=Itàlia\|link=Selecció de futbol d'Itàlia\|{{#if:\|]] | Antonio Vergara      |

| N. | Pos. | Nac. | Jugador            |
| -- | ---- | --- | ------------------ |
| —  | DAV  | [[Fitxer:Flag of Italy.svg\|23x15px\|border \|alt=Itàlia\|link=Selecció de futbol d'Itàlia\|{{#if:\|]]     | Giuseppe Ambrosino |
| —  | DAV  | [[Fitxer:Flag of Morocco.svg\|23x15px\|border \|alt=Marroc\|link=Selecció de futbol del Marroc\|{{#if:\|]] | Walid Cheddira     |
| —  | DAV  | [[Fitxer:Flag of Italy.svg\|23x15px\|border \|alt=Itàlia\|link=Selecció de futbol d'Itàlia\|{{#if:\|]]     | Antonio Cioffi     |
| —  | DAV  | [[Fitxer:Flag of Italy.svg\|23x15px\|border \|alt=Itàlia\|link=Selecció de futbol d'Itàlia\|{{#if:\|]]     | Lorenzo Sgarbi     |

### Cedits a altres equips
A 8 agost 2025
| N. | Pos. | Nac. | Jugador                                                            |
| -- | ---- | --- | ------------------------------------------------------------------ |
| —  | POR  | [[Fitxer:Flag of Italy.svg\|23x15px\|border \|alt=Itàlia\|link=Selecció de futbol d'Itàlia\|{{#if:\|]]   | Claudio Turi (al Team Altamura fins al 30 de juny de 2026)         |
| —  | DEF  | [[Fitxer:Flag of Italy.svg\|23x15px\|border \|alt=Itàlia\|link=Selecció de futbol d'Itàlia\|{{#if:\|]]   | Luigi D'Avino (al Giugliano fins al 30 de juny de 2026)            |
| —  | DEF  | [[Fitxer:Flag of Spain.svg\|23x15px\|border \|alt=Espanya\|link=Selecció de futbol d'Espanya\|{{#if:\|]] | Rafa Marín (al Vila-real CF fins al 30 de juny de 2026)            |
| —  | MIG  | [[Fitxer:Flag of Sweden.svg\|23x15px\|border \|alt=Suècia\|link=Selecció de futbol de Suècia\|{{#if:\|]] | Jens Cajuste (al Ipswich Town FC fins al 30 de juny de 2026)       |
| —  | MIG  | [[Fitxer:Flag of Italy.svg\|23x15px\|border \|alt=Itàlia\|link=Selecció de futbol d'Itàlia\|{{#if:\|]]   | Michael Folorunsho (al Cagliari Calcio fins al 30 de juny de 2026) |
| —  | MIG  | [[Fitxer:Flag of Italy.svg\|23x15px\|border \|alt=Itàlia\|link=Selecció de futbol d'Itàlia\|{{#if:\|]]   | Gennaro Iaccarino (al Arezzo fins al 30 de juny de 2026)           |
| —  | MIG  | [[Fitxer:Flag of Italy.svg\|23x15px\|border \|alt=Itàlia\|link=Selecció de futbol d'Itàlia\|{{#if:\|]]   | Lorenzo Russo (al Guidonia Montecelio fins al 30 de juny de 2026)  |

| N. | Pos. | Nac. | Jugador                                                        |
| -- | ---- | --- | -------------------------------------------------------------- |
| —  | DAV  | [[Fitxer:Flag of Denmark.svg\|23x15px\|border \|alt=Dinamarca\|link=Selecció de futbol de Dinamarca\|{{#if:\|]]     | Jesper Lindstrøm (al VfL Wolfsburg fins al 30 de juny de 2026) |
| —  | DAV  | [[Fitxer:Flag of Belgium (civil).svg\|23x15px\|border \|alt=Bèlgica\|link=Selecció de futbol de Bèlgica\|{{#if:\|]] | Cyril Ngonge (al Torino FC fins al 30 de juny de 2026)         |
| —  | DAV  | [[Fitxer:Flag of Italy.svg\|23x15px\|border \|alt=Itàlia\|link=Selecció de futbol d'Itàlia\|{{#if:\|]]              | Emanuele Rao (al Bari fins al 30 de juny de 2026)              |
| —  | DAV  | [[Fitxer:Flag of Argentina.svg\|23x15px\|border \|alt=Argentina\|link=Selecció de futbol de l'Argentina\|{{#if:\|]] | Giovanni Simeone (al Torino FC fins al 30 de juny de 2026)     |
| —  | DAV  | [[Fitxer:Flag of Italy.svg\|23x15px\|border \|alt=Itàlia\|link=Selecció de futbol d'Itàlia\|{{#if:\|]]              | Gianluca Vigliotti (al Pineto fins al 30 de juny de 2026)      |
| —  | DAV  | [[Fitxer:Flag of Italy.svg\|23x15px\|border \|alt=Itàlia\|link=Selecció de futbol d'Itàlia\|{{#if:\|]]              | Alessio Zerbin (al Cremonese fins al 30 de juny de 2026)       |

## Futbolistes històrics destacats
- Attila Sallustro (1926-1937)
- Giuseppe Cavanna (1929-1935)
- Antonio Vojak (1929-1935)
- Amedeo Amadei (1950-1956)
- Hasse Jeppson (1952-1956)
- Bruno Pesaola (1952-1960)
- Ottavio Bugatti (1953-1961)
- Luís Vinício (1955-1960)
- Canè (1962-1969 / 1972-1975)
- Antonio Juliano (1962-1978)
- Omar Sivori (1965-1969)
- José Altafini (1965-1972)
- Dino Zoff (1967-1972)
- Giuseppe Bruscolotti (1972-1988)
- Sergio Clerici (1973-1975)
- Tarcisio Burgnich (1974-1977)
- Giuseppe Savoldi (1975-1979)
- Luciano Castellini (1978-1985)
- Ruud Krol (1980-1984)
- Daniel Bertoni (1984-1986)
- Salvatore Bagni (1984-1988)
- Diego Maradona (1984-1991)
- Ciro Ferrara (1984-1994)
- Bruno Giordano (1985-1988)
- Alessandro Renica (1985-1991)
- Andrea Carnevale (1986-1990)
- Fernando De Napoli (1986-1992)
- Careca (1987-1993)
- Alemão (1988-1992)
- Gianfranco Zola (1989-1993)
- Daniel Fonseca (1992-1994)
- Fabio Cannavaro (1993-1995)
- Roberto Ayala (1995-1998)
- Ezequiel Lavezzi (2007-2012)
- Edinson Cavani (2010-2013)
- Gonzalo Higuaín (2013-2016)

## Entrenadors
- Ferenc Molnár (1927 - 1928)
- Giovanni Terrile (1927 - 1928)
- Rolf Steiger (1927 - 1928)
- Otto Fischer (1928 - 1929)
- Giovanni Terrile (1928 - 1929)
- William Garbutt (1929 - 1935)
- Károly Csapkay (1935 - 1936)
- Angelo Mattea (1936 - 1938)
- Eugen Payer (1938 - 1939)
- Paolo Iodice (1938 - 1939)
- Adolfo Baloncieri (1939 - 1940)
- Antonio Vojak (1940 - 1943)
- Paolo Innocenti (1943)
- Raffaele Sansone (1945 - 1946)
- Giovanni Vecchina (1947 - 1948)
- Felice Borel (1948 - 1949)
- Luigi De Manes (1948 - 1949)
- Vittorio Mosele (1948 - 1949)
- Eraldo Monzeglio (1948 - 1956 / 1962 - 1963)
- Amedeo Amadei (1956 - 1961)
- Annibale Frossi (1959)
- Attila Sallustro (1961)
- Fioravante Baldi (1961 - 1962)
- Bruno Pesaola (1962 - 1968 / 1976 - 1977 / 1982 - 1983)
- Roberto Lerici (1963 - 1964)
- Giovanni Molino (1963 - 1964)
- Giuseppe Chiappella (1968 - 1973)
- Egidio Di Costanzo (1968 - 1969)
- Luís Vinício (1973 - 1976 / 1978 - 1980)
- Alberto Del Frati (1976)
- Rosario Rivellino (1976)
- Gianni Di Marzio (1977 - 1979)
- Angelo Benedicto Sormani (1979 - 1980)
- Rino Marchesi (1980 - 1982 / 1983 - 1984)
- Massimo Giacomini (1982 - 1983)
- Gennaro Rambone (1982 - 1983)
- Piero Santin (1983 - 1984)
- Ottavio Bianchi (1985 - 1989 / 1992 - 1993)
- Alberto Bigon (1989 - 1991)
- Claudio Ranieri (1991 - 1993)
- Marcello Lippi (1993 - 1994)
- Vincenzo Guerini (1994)
- Vujadin Boškov (1995 - 1996)
- Luigi Simoni (1996 - 1997 / 2003 - 2004)
- Vincenzo Montefusco (1997 / 1998 / 1999)
- Bortolo Mutti (1997 - 1998)
- Carlo Mazzone (1997 - 1998)
- Giovanni Galeone (1997 - 1998)
- Renzo Ulivieri (1998 - 1999)
- Walter Novellino (1999 - 2000)
- Zdeněk Zeman (2000)
- Emiliano Mondonico (2000 - 2001)
- Luigi De Canio (2001 - 2002)
- Franco Colomba (2002 - 2003)
- Franco Scoglio (2002 - 2003)
- Andrea Agostinelli (2003 - 2004)
- Giampiero Ventura (2004 - 2005)
- Edoardo Reja (2005 - 2009)
- Roberto Donadoni (2009)
- Walter Mazzarri (2009 - 2013)
- Rafael Benítez (2013 - 2015)
- Maurizio Sarri (2015 - 2018)
- Carlo Ancelotti (2018 - 2019)
- Gennaro Gattuso (2019 - 2021)
- Luciano Spalletti (2021 - juny 2023)
- Rudi Garcia (juny 2023 - novembre 2023)
- Walter Mazzarri (novembre 2023 - febrer 2024)
- Francesco Calzona (febrer 2024 - juny 2024)
- Antonio Conte (juny 2024 -)